# Klonowiec (Góry Złote)
Klonowiec – szczyt o wysokości 965 m n.p.m. w Górach Złotych w Sudetach Wschodnich, leżący na granicznym grzbiecie, oddzielającym Polskę od Czech.

## Położenie
Wzniesienie położone na granicy polsko-czeskiej w Sudetach Wschodnich, w południowo-zachodniej części Gór Złotych, na terenie Śnieżnickiego Parku Krajobrazowego, na granicznym na grzbiecie odchodzącym w kierunku północno-zachodnim od Smreka położonego po czeskiej stronie. Wznosi się między Pasieczną, po północnej stronie i wzniesieniem Smrek Trójkrajny po południowo-wschodniej stronie, około 2,7 km, na południowy wschód od małej wioski Bielice.

## Fizjografia
Graniczne wzniesienie o spłaszczonym słabo zarysowanym wierzchołku charakteryzujące się dość stromym zachodnim zboczem, nieregularną rzeźbą i ukształtowaniem, stanowi boczną kulminacją na północno-zachodnim zboczu masywu Smreka Trójkrajnego. Wznosi się na krawędzi "worka bialskiego" na garbie odchodzącym od grzbietu granicznego na kilkanaście metrów w kierunku zachodnim, od którego oddzielone jest minimalnym obniżeniem. Zbocze zachodnie dość stromo opada w kierunku doliny Białej Lądeckiej. Grzbietowe zbocze południowo-wschodnie łagodnie wznosi się wzdłuż granicy do Smreka Trójkarnego (1117 m n.p.m.), a w kierunku północnym opada łagodnie grzbietowym zboczem do wzniesieniem Karkulka czes. Klínový (908 m n.p.m.). Wzniesienie położone na dziale wodnym, w całości zbudowane ze skał metamorficznych, głównie z gnejsów gierałtowskich oraz łupków krystalicznych. Na zboczach wzniesienia pośród drzew występują pojedyncze kamienie. Wzniesienie od strony zachodniej wydziela dolina Białej Lądeckiej, a od strony południowo-zachodniej wydzielone jest doliną potoku Szyndzielnik, prawego dopływu Białej Lądeckiej. Wzniesienie porośnięte w większości naturalnym lasem mieszanym regla dolnego, a w partiach szczytowych świerkowym. Położenie wzniesienia, kształt oraz niewyraźny szczyt czynią wzniesienie nierozpoznawalnym w terenie, wzniesienie gubi się na tle wyższych okolicznych wzniesień.

## Turystyka
Przez szczyt prowadzi szlak turystyczny:
- żółty – prowadzący wzdłuż granicy państwowej od wzniesienia Špičák na Przełęczy u Trzech Granic.

Do szczytu dochodzi się od Bielic zielonym szlakiem, potem wzdłuż granicy państwa wąskim pasem pozbawionym drzew.